# 分子人雕塑

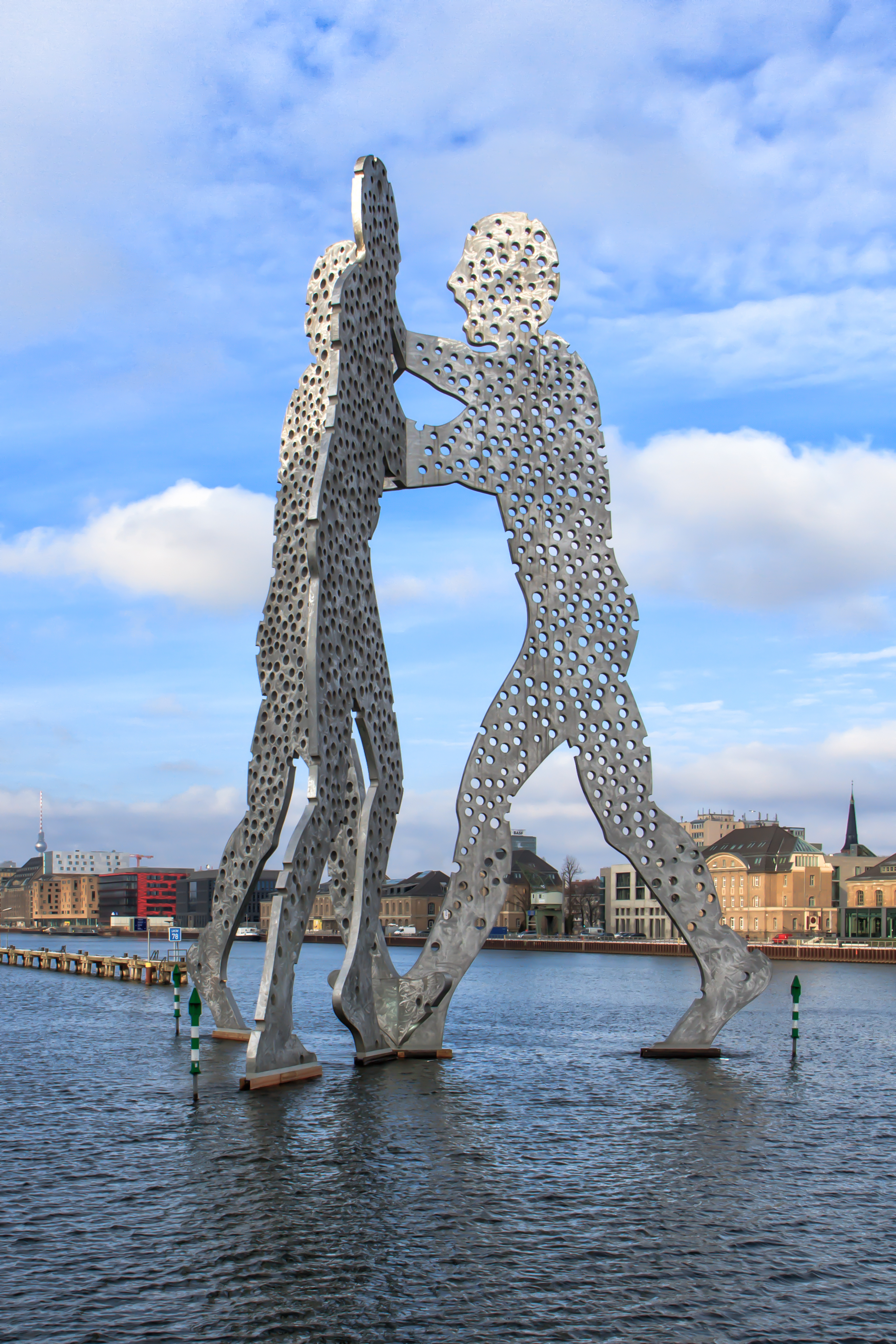
分子人雕塑，拍摄于2013年

52°29′49″N 13°27′32″E / 52.49694°N 13.45889°E
分子人雕塑（英語：Molecule Man）是德国柏林的一个城市雕塑，1999年5月由美国雕塑家乔纳森·博罗夫斯基创作。雕塑由三个人形组成，位于施普雷河中央，埃尔森桥和奥伯鲍姆桥之间。雕塑所在位置大致为柏林克罗伊茨贝格、旧特雷普托和腓特烈斯海恩这三个下属区的交点。

## 历史

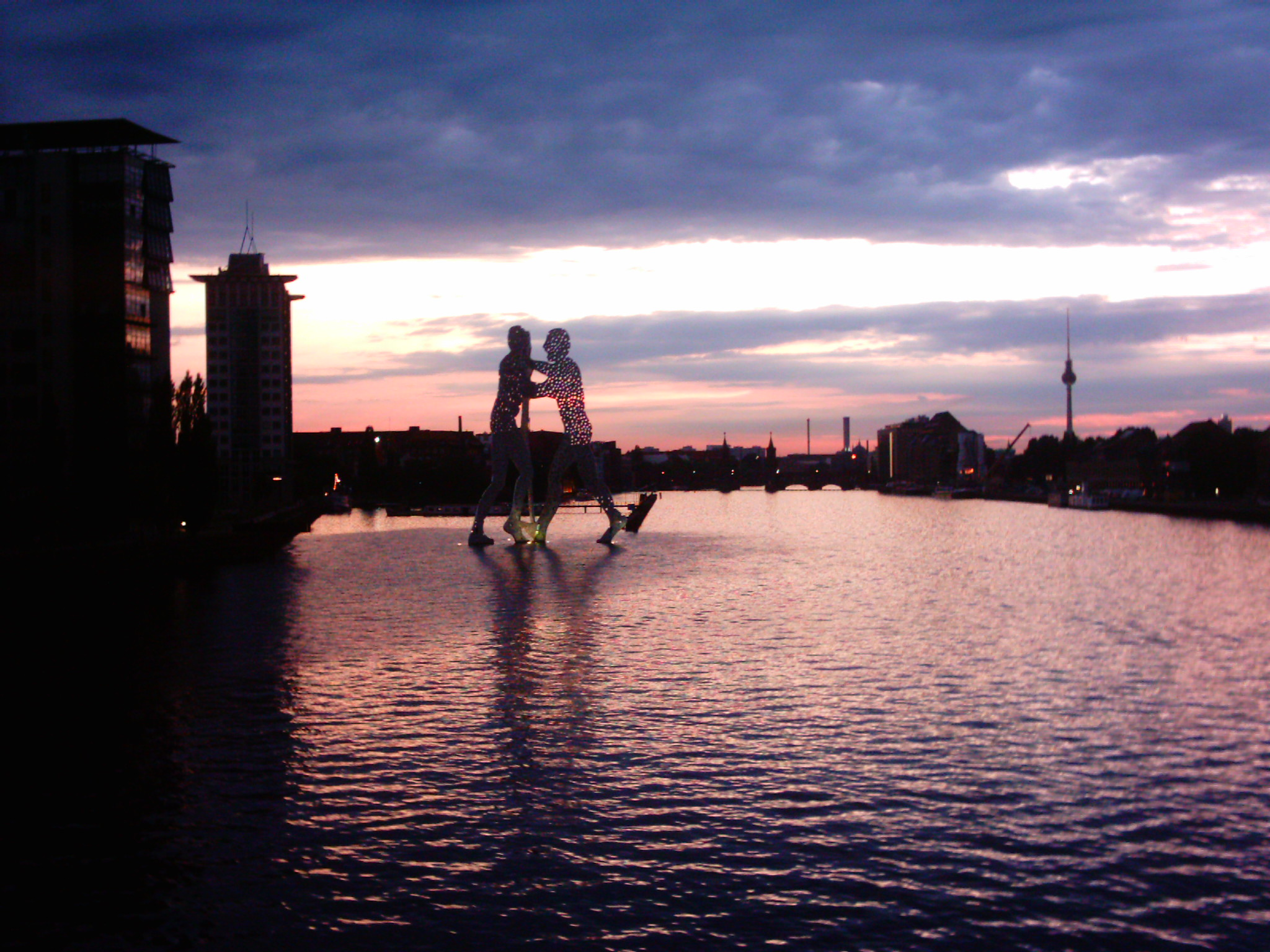
黄昏下的分子人雕塑，远处为柏林电视塔

1977年，乔纳森·博罗夫斯基创作了首个“分子雕塑”并在洛杉矶展出。雕塑表面布满孔洞，象征着构成人类的分子，这种象征意味让他着迷。
雕塑的展览地点被选在了特雷普托、克罗伊茨贝格和腓特烈斯海恩的交点，这三个下属区都曾经单独作为柏林的区。这个展览地点也位于历史上西柏林和东柏林的交界处。

## 形态和象征
分子人雕塑高30米，重约45吨，由安联股份公司出资修建。雕塑形态为三个人面向中心站立，人形由铝板构成，铝板上布满象征着分子的孔洞。雕塑象征了周围三个下属区和两个区的交汇，也象征人类由分子结合而成。